# Beatriz Chomnalez
Beatriz Chomnalez (Avellaneda Buenos Aires, 25 de marzo de 1930) es una cocinera, empresaria, escritora y repostera argentina.

## Biografía
Estudió en la Escuela Normal Superior N.º 5 Gral. Don Martín Miguel de Güemes. Se instaló dos meses con su familia en París en 1980 porque sus hijos habían decidido realizar sus estudios universitarios en Francia. 
Estudió cocina en Escuela de Varenne graduándose en 1980 y en El Cordón Azul y trabajó varios años con Bernard Loiseau, Alain Ducasse, Helene Darroze y Alain Passard. Especializada en cocina francesa y propietaria de L'École de Cuisine de Beatriz Chomnalez; donde se dictan cursos de cocina y pastelería francesa. Además tiene un servicio de cáterin y es consultora para hoteles y restaurantes. Maestra de maestros cocineros.
Su primer libro fue un libro de recetas y biográfico, Lo que cocino publicado en 2016.
Fue nombrada Personalidad Destacada de la Cultura de Buenos Aires.

## Vida privada
Contrajo matrimonio con Raúl Chomnalez; es madre de tres hijos, el abogado Pedro, la profesora de artes y arquitecta María y el cocinero Diego Chomnalez. Su nieta Lola Luna Chomnalez, hija de Adriana Belmonte y Diego Chomnalez, fue asesinada el 28 de diciembre de 2014 en extrañas circunstancias en Uruguay. La investigación se conoce como Caso Lola Chomnalez, esclarecido en 2022

## Libro
- 2016, Lo que cocino (ISBN 978-950-49-4559-8)[17][18]

Un cocinero tiene que leer mucho, ser culto, porque eso va a estar en el plato.”
Beatriz Chomnalez, abril de 2014.